# ミルトン・カルドナ
ミルトン・カルドナ（Milton Cardona、1944年11月21日 - 2014年9月19日）は、プエルトリコの都市マヤグエス出身のパーカッショニストでボーカリストでコンガ奏者。

## 生涯と音楽キャリア
カルドナは、音楽キャリアを通じて500作品以上のレコーディングに関わった。モンゴ・サンタマリアから強く影響を受けている。幼少時はプエルトリコでヴァイオリンを学び、ニューヨークでプロ・ベース奏者として活動し始めたが、後に、パーカッショニストとして成功を収めた。
コラボしたアーティストは、キップ・ハンラハン、スパイク・リー、ポール・サイモン、ウィリー・コロン、デヴィッド・バーン、カチャーオ、ラリー・ハーロウ、エディ・パルミエリ、ドン・バイロン、セリア・クルス、GUACO、エクトル・ラボー、ネッド・ローゼンバーグ、ラビ・アブ＝カリル、ジャック・ブルースなど多数。
2014年9月19日、心不全により死亡した。69歳没。

## 主要なディスコグラフィ
- Cosa Nuestra (1969年)[5]
- 『ベンベ』 - Bembé (1985年)
- Rei Momo (1989年)
- Tenderness (1990年)
- Songs from The Capeman (1997年)
- 『カンブーシャ (カルメン)』 - Cambucha (1999年)
- Beautiful Scars (2007年)